# Conqueror Island
Conqueror Island ist eine mit Tussock bewachsene Insel im Archipel Südgeorgiens im Südatlantik. Sie liegt vor dem Fanning Ridge.
Das UK Antarctic Place-Names Committee benannte sie 2009. Namensgeber ist das atomgetriebene U-Boot Conqueror der Royal Navy, das im April 1982 im Falklandkrieg bei der Rückeroberung Südgeorgiens nach der Invasion durch die Streitkräfte Argentiniens im Einsatz war.